# ELOVL4
ELOVL4‏ (ELOVL fatty acid elongase 4) هوَ بروتين يُشَفر بواسطة جين ELOVL4 في الإنسان.